# ポール・ラコンブ

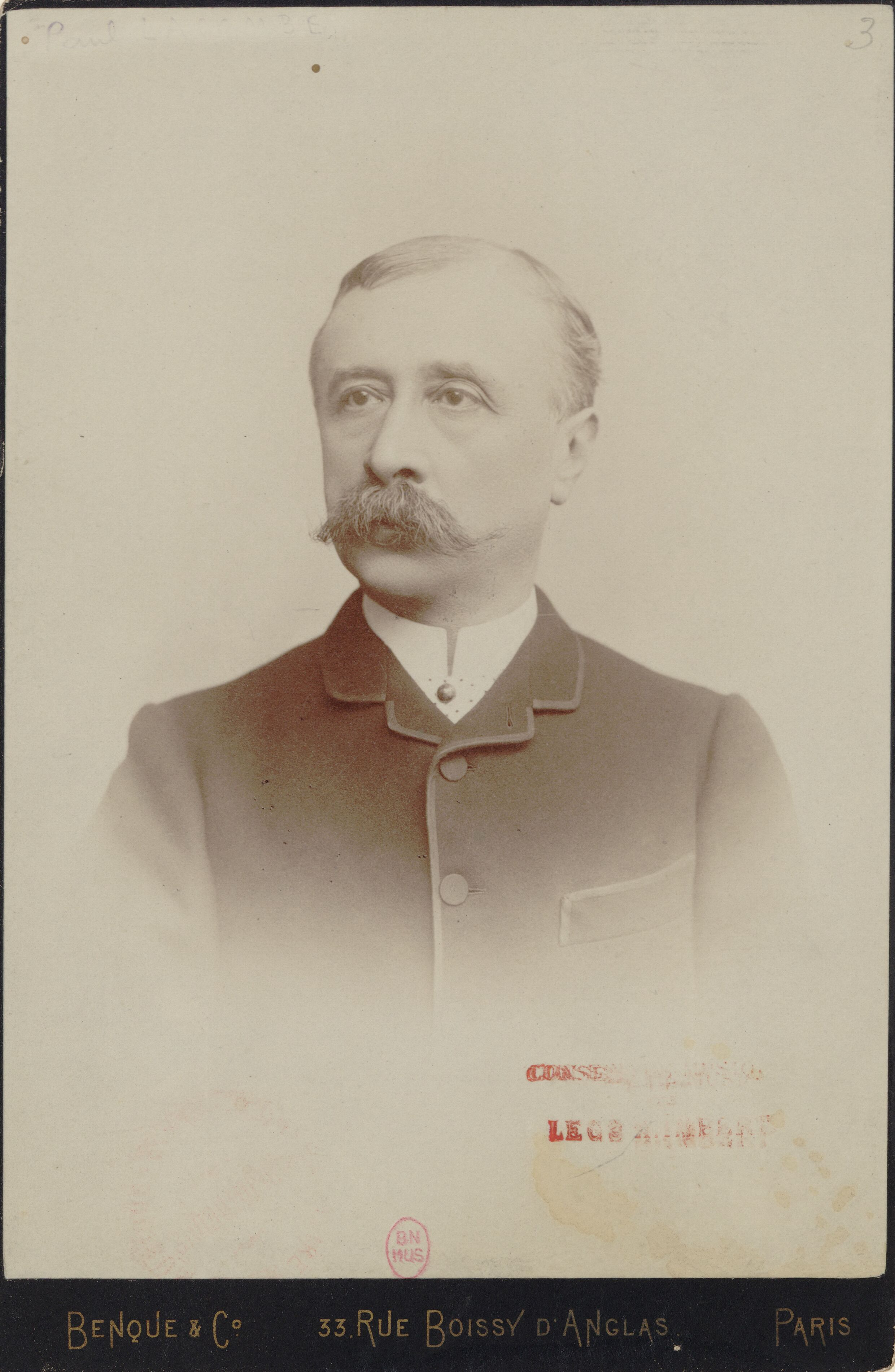
ポール・ラコンブ（1897年）

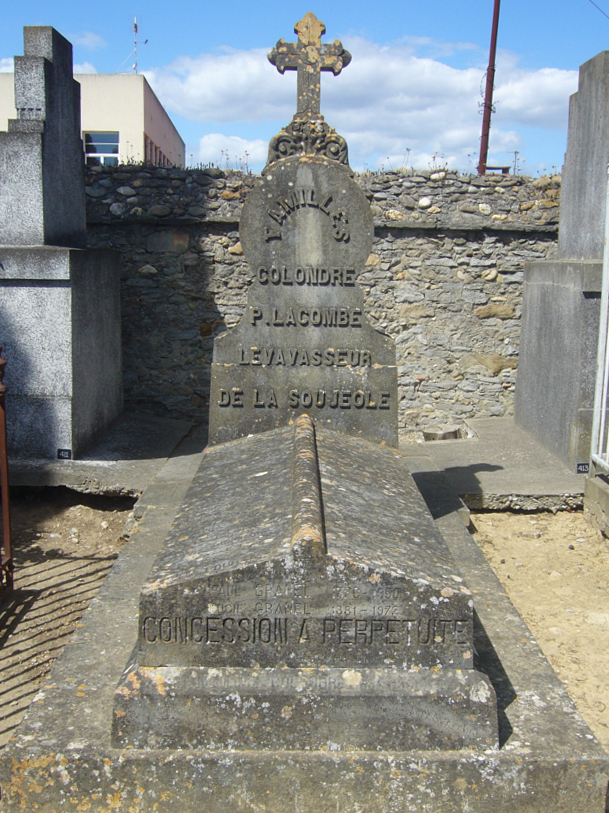
ラコンブの墓（カルカソンヌ）

ポール・ラコンブ（Paul Lacombe, 1837年7月11日 - 1927年6月4日）は、フランスの作曲家。

## 生涯
ラングドック地方のカルカソンヌの裕福な商人の家に生まれた。パリ音楽院の卒業生のフランソワ・テセール（François Teysseyre, 1821–1887）が1851年にカルカソンヌに開いた音楽学校で声楽、和声、フーガ、対位法を学んだ。
ラコンブはジョルジュ・ビゼーを崇拝しており、1866年にビゼーに手紙で作曲の助言を求めた。文通は2年の間続き、友情がはぐくまれた。1871年に国民音楽協会が設立されると、ラコンブは創設メンバーに名を連ねた。ビゼーはパリの上流階級にラコンブの音楽を紹介し、パブロ・デ・サラサーテによる『ヴァイオリン・ソナタ』（Op.8）の演奏の実現に尽力した。さらにビゼーはラコンブに管弦楽曲を書くように勧めていたが、1876年に『交響的序曲』（Op.22）が初演されたときは、彼は前年すでに亡くなったため聴くことができなかった。ラコンブの作品はコンセール・コロンヌやコンセール・パドルーで定期的に取り上げられ、1878年には『田園組曲』（Op.31）がエドゥアール・ラロに激賞された。1890年には『春のオーバード』（Op.37）で成功を収めた。
1901年、カミーユ・サン＝サーンスの推薦で、芸術アカデミーの会員に選出された。1902年にはレジオンドヌール勲章を受章した。死後の1929年にカルカソンヌ市は彼の名を冠した通りに記念碑を建立した。
同年代の作曲家ポール・ラコームと混同されることが多く、いくつかのラコームの楽譜がラコンブの名で出版された。

## 作品
多作家で、管弦楽曲のほかに室内楽曲、ピアノ曲、歌曲があるが、多くは未出版である。生涯を通して、古典的な形式や旋律を保ったが、後期には印象主義的な和声を用いている。ラコンブの作品は仲間の音楽家の間では高く評価されたものの、彼自身がカルカソンヌを離れることを望んでいなかったため、世界的な人気を得ることはなかった。

## 文献
- François-Joseph Fétis|Fétis, François-Joseph (1880). Biographie universelle des musiciens et bibliographie générale de la musique, Supplément et Complément, Tome 2. Paris: Firmin-Didot et Cie. p. 58. （フランス語）